# Port lotniczy Humera
Port lotniczy Humera (IATA: HUE, ICAO: HADD) – port lotniczy położony w Humera, w regionie Tigraj, w Etiopii.

## Kierunki lotów i linie lotnicze
| Linia Lotnicza     | Kierunek   |
| ------------------ | ---------- |
| Ethiopian Airlines | 1. Mekelie |